# Speed of Darkness
Speed of Darkness er det trettende studiealbum fra den danske rockgruppe D-A-D. Albummet udkom den 4. oktober 2024 hos Warner Music Denmark.
Albummet, der samtidig markerede bandets 40-års jubilæum, blev generelt godt modtaget; blandt andet af musikanmelder Jan Opstrup Poulsen, der i Musikmagasinet Gaffa gav albummet 4 af 6 stjerner.
Også onlinemagasinet HeavyMetal.dk var der begejstring at spore. Her gav anmelder Lasse Jacobsen Speed of Darkness 8 af 10 stjerner.
Speed of Darkness debuterede på tredjepladsen på den danske hitliste. I Tyskland opnåede bandet deres højeste placering nogensinde, da albummet gik ind som nummer 28 på 
hitlisten. I Sverige debuterede albummet som nummer syv på hitlisten, hvilket er den højeste placering siden Helpyourselfish blev nummer fire i 1995. Det blev nomineret til prisen for Årets Danske Udgivelse og vandt for  Årets Danske Rock-Udgivelse ved GAFFA-prisen 2025.

## Spor
| Nr.           | Titel                    | Længde |
| ------------- | ------------------------ | ------ |
| 1.            | "God Prays to Man"       | 4:26   |
| 2.            | "1st, 2nd & 3rd"         | 2:59   |
| 3.            | "The Ghost"              | 4:04   |
| 4.            | "Speed of Darkness"      | 4:09   |
| 5.            | "Head Over Heels"        | 3:43   |
| 6.            | "Live By Fire"           | 3:59   |
| 7.            | "Crazy Wings"            | 4:13   |
| 8.            | "Keep That Mother Down"  | 3:37   |
| 9.            | "Strange Terrain"        | 3:27   |
| 10.           | "In My Hands"            | 3:43   |
| 11.           | "Everything Is Gone Now" | 3:06   |
| 12.           | "Automatic Survival"     | 5:13   |
| 13.           | "Waiting Is the Way"     | 2:56   |
| 14.           | "I'm Still Here"         | 4:13   |
| Total længde: | Total længde:            | 53:52  |

| 15. | "Let Myself Out of Love" | 3:40 |

## Hitlister
| Hitliste (2024)               | Højeste placering |
| ----------------------------- | ----------------- |
| Danmark (Album Top-40)        | 3                 |
| Finland (Musiikkituottajat)   | 32                |
| Schweiz (Schweizer Hitparade) | 45                |
| Sverige (Sverigetopplistan)   | 7                 |
| Tyskland (Offizielle Top 100) | 28                |